# Blit
Em computação, o Blit é um terminal programável em modo bitmap projetado por Rob Pike e Bart Locanthi do Bell Labs em 1982. Inicialmente foi usado como um "teletipo de vidro" (terminal ASCII). Após conectar-se com um sistema Unix, um gestor de janelas podia ser baixado, no qual cada janela estava vinculada a um pseudo-terminal separado no servidor do sistema (multiplexandog a conexão pela linha serial).  Inicialmente, cada janela executava um emulador de terminal o qual podia ser substituído por um aplicativo gráfico interativo. O resultado era muito semelhante ao dos sistemas modernos de janelas em Unix; todavia, a interface interativa e o aplicativo servidor eram executados em sistemas separados — uma implementação precoce de computação distribuída.
O Blit foi comercializado como AT&T/Teletype model 5620, seguido pelos modelos 630 e 730.
Reza a lenda que o nome "Blit" significa "Bell Labs Intelligent Terminal" ("Terminal Inteligente Bell Labs"), e seus criadores também resolveram dar sua própria definição cômica: "Bacon, Lettuce, and Interactive Tomato" ("Bacon, Alface e Tomate Interativo"). Todavia, o paper de Rob Pike sobre o Blit explica que o nome deriva de "Bit blit", termo comum para a operação de transferência de blocos de bits ("bit block transfer"), fundamental para os gráficos do terminal. O nome de trabalho original era "jerq", inspirado pela workstation gráfica PERQ da Three Rivers.